# HOAP
Les robots de la série HOAP est une plate-forme robotique humanoïde avancée créée par Fujitsu Automation  au Japon. HOAP est l'abréviation de « Humanoid for Open Architecture Platform ».
La série HOAP ne doit pas être confondue avec la série HRP (Humanoid Robotics Project), également connue sous le nom de Promet.

## Histoire
En 2001, Fujitsu a réalisé son premier robot humanoïde commercial nommé HOAP-1. Le HOAP-2 est sorti en 2003 suivi du HOAP-3  en 2005.

## Spécifications de HOAP-2
HOAP-2 mesure 48 centimètre dehaut et pèse 6,8 kilogramme .  Son système se compose du corps du robot, du PC et des alimentations. Le système d'exploitation PC utilise RT-Linux .

## Capacités du HOAP-2
HOAP-2 a démontré ses capacités à travers l'exécution de diverses tâches, y compris marcher sur un terrain plat, effectuer des mouvements de sumo, nettoyer un tableau blanc,, suivre une balle, et saisir des objets minces, tels que des stylos et des pinceaux.